# Expédition Jeannette
Pour les articles homonymes, voir Jeannette.

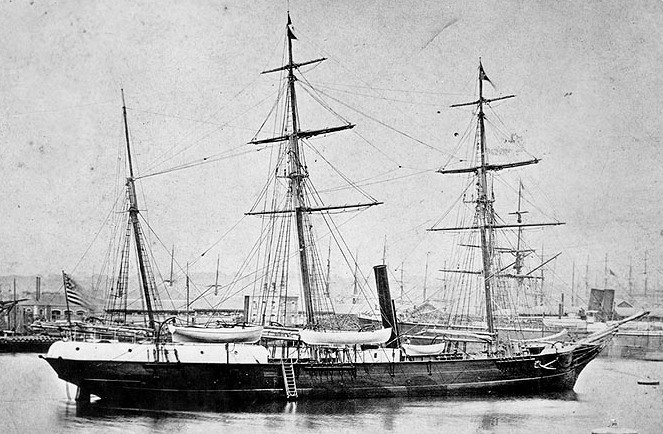
L'.

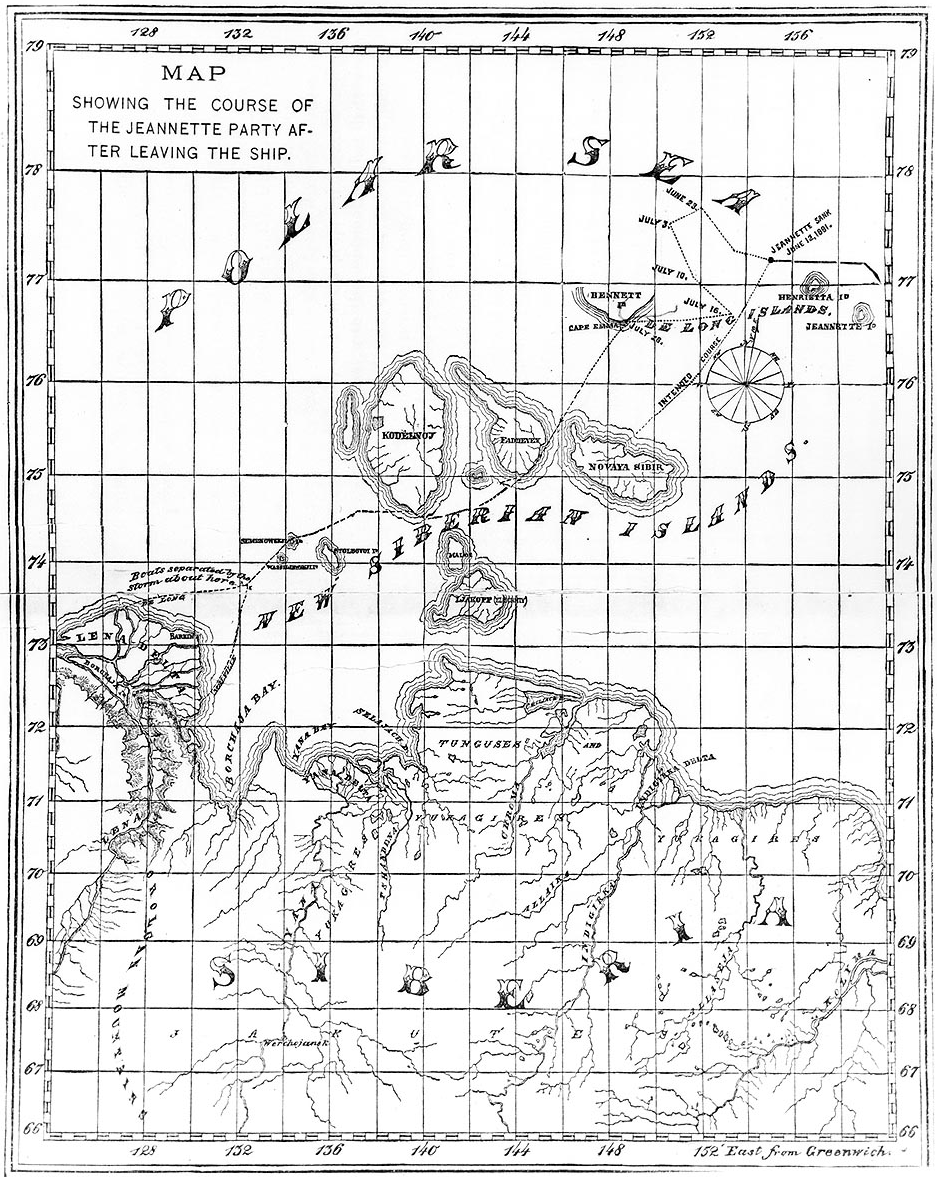
Trajet de l'expédition.

L'expédition Jeannette, officiellement l'US Arctic Expedition, est une expédition polaire américaine se déroulant sur l'USS Jeannette entre 1879 et 1881 et commandée par George Washington De Long. Le but de cette mission est d'atteindre le pôle Nord par l'océan Pacifique via le détroit de Béring en se basant sur une théorie selon laquelle un courant tempéré, le Kuroshio, coulerait vers le nord dans le détroit, fournissant ainsi une porte d'entrée vers une mer libre du pôle.
C'est l'auteur principal de cette théorie, le cartographe allemand August Petermann, qui encourage James Gordon Bennett junior, le propriétaire du New York Herald, à financer cette expédition polaire afin de valider son idée. Bennett achète alors une ancienne canonnière de la Royal Navy, la Pandora, qu'il rebaptise Jeannette et choisit De Long, un officier qui a déjà voyagé dans les mers arctiques, pour diriger l'expédition. Bien qu'étant essentiellement une entreprise privée aux frais de Bennett, l'expédition reçoit le soutien du gouvernement des États-Unis. Avant le départ, le navire est mis en service dans la marine américaine comme l'USS Jeannette et est équipé selon les règles de cette marine.
Néanmoins la théorie de Petermann s'avère erronée et le navire de l'expédition est piégé par la glace avec, à bord, trente-trois membres d'équipage ; il dérive pendant près de deux ans avant d'être écrasé par la pression des glaces et coulé au nord-est de la côte sibérienne. De Long conduit alors ses hommes dans un périlleux trajet sur la banquise. Au cours de ce voyage, et après séparation de l'équipe en trois groupes durant une tempête, De Long et vingt de ses compagnons trouvent la mort.
Avant sa disparition, l'expédition découvre de nouvelles îles — les îles De Long — et recueille de précieuses données météorologiques et océanographiques. Bien que le sort de la Jeannette permet d'infirmer la théorie de la mer libre du pôle, l'apparition en 1884 de débris de l'épave sur la côte sud-ouest du Groenland établit l'existence d'un courant océanique déplaçant les glaces de l'Arctique d'est en ouest. Cette découverte inspire le Norvégien Fridtjof Nansen qui neuf ans plus tard, monte l'expédition Fram. Un monument aux morts de la Jeannette est érigé en 1890 à l'Académie navale d'Annapolis.

## Contexte

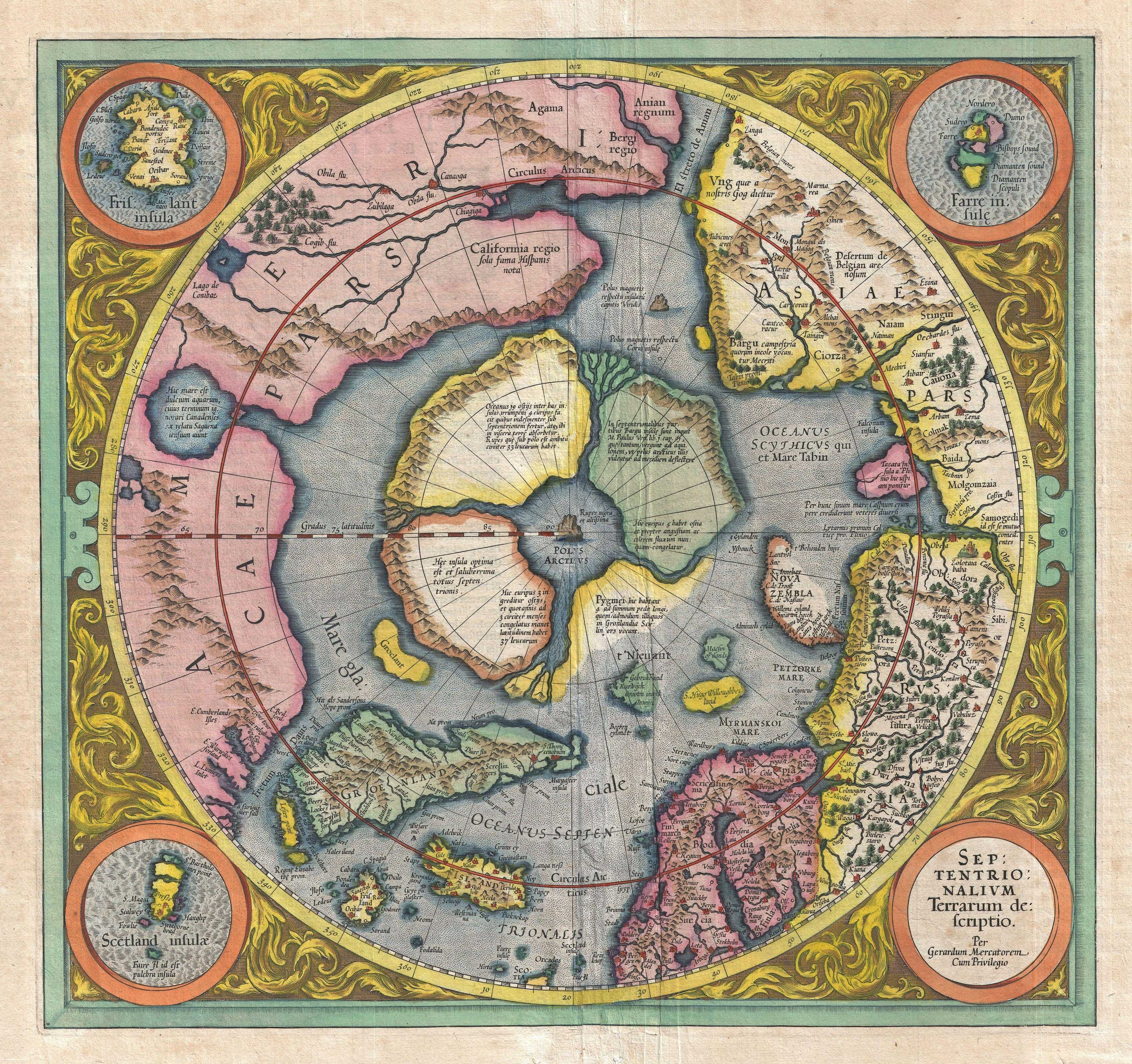
Carte du pôle Nord, par Gérard Mercator, publié en 1606, montrant une « mer libre du pôle ».

L'exploration européenne des régions arctiques commence au XVIe siècle, lorsque sont recherchées de nouvelles routes vers le Pacifique par les passages nord-est et nord-ouest. La possibilité d'une troisième route, directement à travers le pôle Nord, est envisagée pour la première fois par le géographe anglais Richard Hakluyt (1552-1616). Les premiers explorateurs rencontrent peu de succès dans la recherche de ces routes mais font d'importantes découvertes géographiques. La recherche de routes commerciales devient secondaire par rapport à l'objectif de prestige qui est d'atteindre le pôle Nord. En 1773, une expédition navale britannique commandée par Constantin Phipps cherche en vain un chemin vers le pôle par l'archipel des Sjuøyane, se trouvant bloquée par les glaces. À son tour, le capitaine de la baleinière de Whitby, William Scoresby, atteint la latitude record de 81°30' en dépassant, le 28 mai 1806, le nord de l'archipel du Svalbard avant d'être à son tour arrêté par la glace.
La théorie dominante à cette époque est celle de la « mer libre du pôle » selon laquelle une zone tempérée ceinturerait le pôle Nord. Les géographes imaginent alors que la dérive observable de la glace de l'Arctique vers le sud résulte de l'effet « poussant » de cette eau plus chaude. Selon l'historien américain Hampton Sides (né en 1962), cette théorie « s'est établie sur une logique propre » malgré le manque de preuves scientifiques : « Aucune preuve contraire ne pourrait alors la déloger de l'imagination collective ». Cette théorie est si ancrée dans les esprits qu'on explique les échecs de tous les voyages en direction du nord par la présence d'un anneau de glaces autour de la mer libre qui ne serait rendu accessible que par un seul chenal constitué d'eau plus chaude devenu le premier objectif dans la quête du pôle Nord.
Néanmoins, les expéditions navales britanniques de 1818 et de 1827-1828 conduites dans le nord du Spitzberg ne trouvent aucun indice pouvant confirmer l'existence de la mer libre du pôle. Dans les années 1850, à l'occasion des recherches menées pour retrouver l'expédition perdue de John Franklin, de nombreuses incursions ont lieu dans l'Arctique canadien. Avec celles-ci, et en particulier celle menée par Edward Inglefield en 1852, émerge la théorie selon laquelle le détroit de Smith — situé entre le Groenland et l'île arctique canadienne d'Ellesmere — pourrait constituer l'un des passages vers la mer polaire. Dès lors, les expéditions s'enchaînent dans cette région : Elisha Kane (1853-1855), Isaac Israel Hayes (1860-1861), Charles Francis Hall (expédition Polaris, 1872-1874) ou encore George Nares (expédition Arctique britannique, 1875-1876), parmi les plus célèbres. Mais aucune ne découvre de voie libre, même si Kane et Hayes affirment avoir vu la mer libre du pôle.

### August Petermann

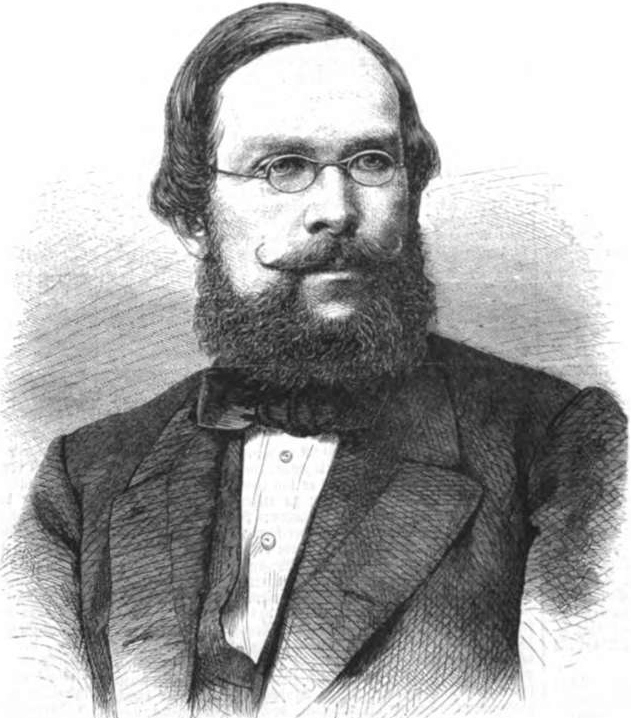
August Petermann.

Parmi les tenants de la théorie de la mer libre du pôle, l'idée d'un accès par le détroit de Smith ne fait pas l'unanimité. Ainsi, August Petermann, géographe allemand travaillant à Gotha en Thuringe, pense que le chemin se trouve plutôt en suivant le Gulf Stream. Petermann parraine ainsi deux expéditions afin de valider sa thèse : l'expédition allemande au pôle Nord de 1869 menée par Carl Koldewey et l'expédition austro-hongroise au pôle Nord de 1872 dirigée par Karl Weyprecht et Julius von Payer. Conformément à la théorie, elles suivent le Gulf Stream mais ne réussissent finalement pas à pénétrer à travers la glace, au grand désarroi du géographe.
Peu de temps avant sa mort en 1878, il maintient la théorie de la mer libre du pôle, mais en fait coïncider l'accès avec un courant de l'océan Pacifique passant au large du Japon, le Kuroshio. Cette nouvelle théorie s'appuie sur les recherches datant des années 1850 de l'hydrographe américain Silas Bent selon lesquelles une branche du Kuroshio traversait le détroit de Béring et pourrait être assez puissante pour créer un chemin vers la mer polaire. À cette époque, personne n'avait encore tenté d'atteindre la mer polaire par cette voie.

### George Washington De Long

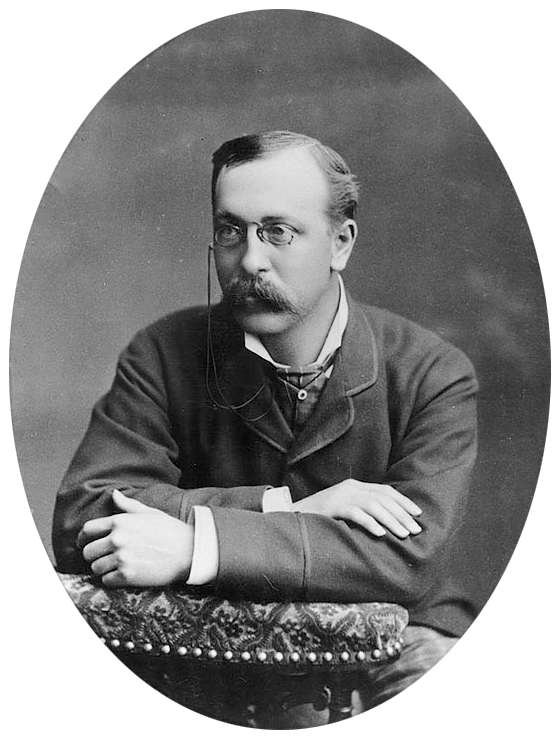
George Washington De Long.

En 1879, George De Long est un jeune officier de marine américain de l'US Navy de 35 ans, diplômé de l'Académie navale des États-Unis.
Il s'est fait connaître quelques années plus tôt par son expérience polaire : en juillet 1873, la marine américaine l'envoie commander l'USS Juniata (en) au Groenland pour y rechercher des survivants de l'expédition Polaris en difficulté après la mort de leur chef Charles Francis Hall. Il effectue alors là son premier voyage en Arctique. Néanmoins les glaces empêchent la Juniata de progresser au-delà d'Upernavik ; De Long se porte alors volontaire pour commander un petit vapeur appelé Little Juniata, dans l'espoir de trouver des survivants au cap York, à plus de 400 milles marins (740 km) plus au nord. Cette tentative échoue : le Little Juniata fait face à des conditions météorologiques extrêmes et, bien que proche du cap York, il est contraint de faire machine arrière. Il rejoint la Juniata à la mi-août mais ne trouve aucune trace de l'équipage du Polaris car celui-ci a été entre-temps secouru par le baleinier écossais Ravenscraig. De Long rentre chez lui exalté par son expérience arctique. Sa femme Emma en témoigna plus tard : « Le virus polaire était dans son sang et ne le laissait pas se reposer ».
Malgré l'échec du voyage de la Little Juniata, cette expédition permet à De Long de se faire connaître de sa hiérarchie qui peut le compter comme chef éventuel d'une future expédition dans l'Arctique. De Long demande donc officiellement au département de la Marine un commandement pour la zone.
Par ailleurs, l'armée n'est pas la seule à s'intéresser à lui : Henry Grinnell, un homme d'affaires et philanthrope américain, et lui lient connaissance. Grinnell est un mécène ayant déjà financé plusieurs expéditions polaires. Bien qu'il ne soit pas prêt à offrir un soutien financier, il le dirige vers James Gordon Bennett Jr., le propriétaire et éditeur du New York Herald, connu pour son soutien aux programmes audacieux. De Long le rencontre à New York au début de 1874. Impressionné et enthousiasmé, l'homme de presse lui promet le soutien de son journal.

### James Gordon Bennett junior
James Gordon Bennett Jr. succède à son père en tant que propriétaire du New York Herald en 1866. Il devient célèbre en 1872 lorsque le journaliste Henry Morton Stanley qu'il a envoyé en Afrique à la recherche de David Livingstone retrouve le célèbre explorateur.
Lorsqu'ils se rencontrent au début de 1874, Bennett a déjà entendu parler de De Long car deux journalistes de l'Herald faisaient partie de l'expédition de la Juniata en Arctique. Toujours en 1874, il participe au financement du voyage dans les mers arctiques d'Allen Young, sur la Pandora, parti à la recherche de John Franklin.
De plus, Bennett montre un vif intérêt pour les théories de Petermann ; en 1877, il se rend ainsi à Gotha pour discuter avec le géographe des routes envisageables de l'Arctique. À l'issue de cet entretien, il est convaincu de la nécessité d'une nouvelle expédition polaire américaine. Il téléphone alors à De Long pour lui demander se mettre en congé de la Marine et d'accepter de commander cette expédition qui suivrait les théories de Petermann.

## L'expédition

### Le navire

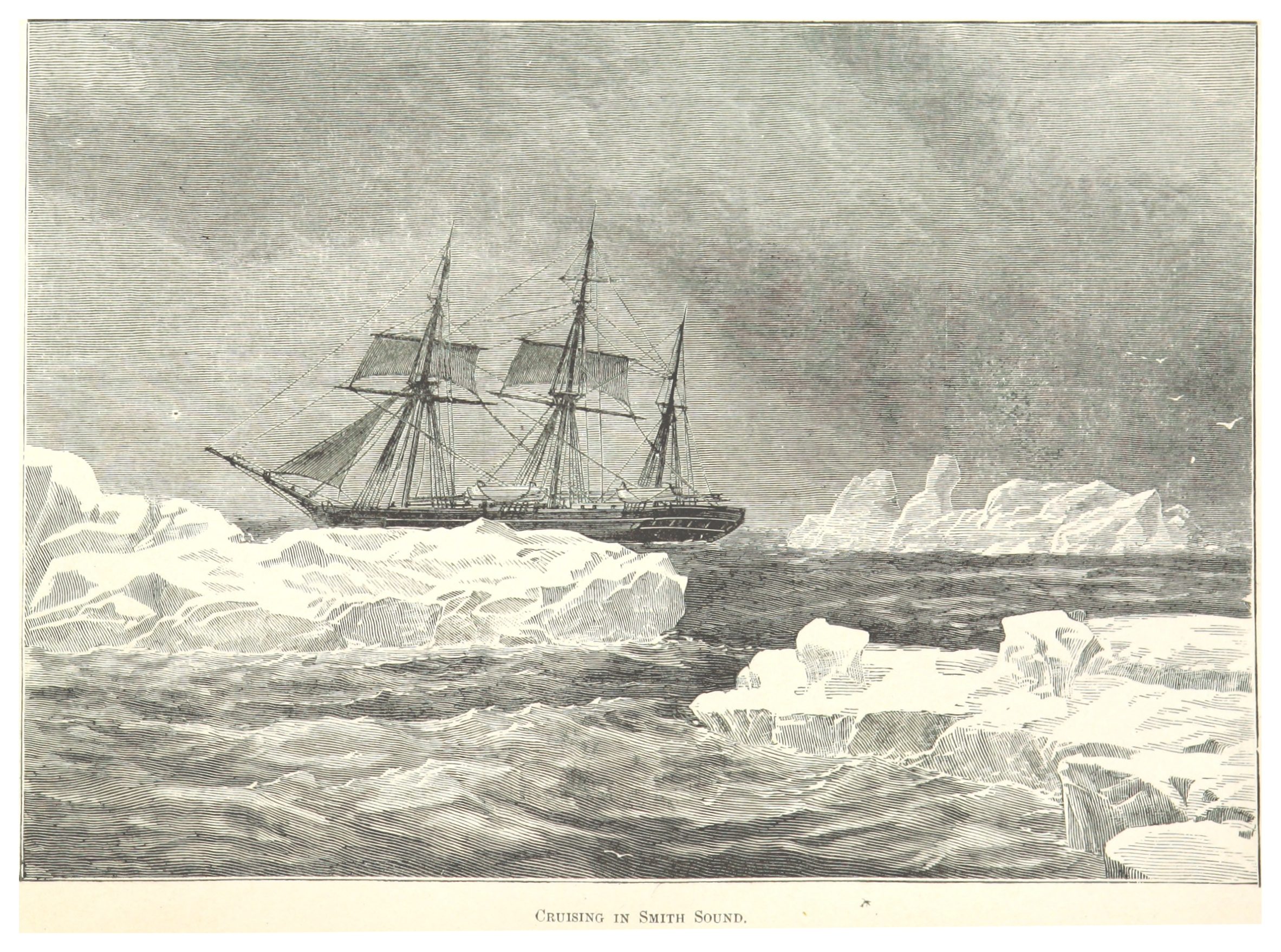
La Pandora, future Jeannette dans le détroit de Smith lors de l'expédition Allen Young.

De Long se rend en Angleterre à la recherche d'un navire, n'en trouvant aucun de disponible en Amérique. Sur place, il repère l'ancien navire d'Allen Young, la Pandora, mis en vente à 6 000 $. Il s'agit d'une ancienne canonnière que Young avait lui-même achetée à la Royal Navy en 1875 afin de participer aux recherches de l'expédition Franklin. Le bateau fait donc ses preuves dans le milieu polaire et semble tout indiqué pour l'expédition projetée mais Young hésite à le céder et en retarde la vente jusqu'à la fin de 1877.
Parallèlement, à la suite d'un travail de lobbying de la part de Bennett, le Congrès des États-Unis adopte une loi qui donne au département de la Marine un contrôle total sur l'expédition projetée : le navire est donc destiné à voguer sous drapeau américain et l'équipage, engagé par la Marine, devra se soumettre à la discipline navale américaine. De son côté, Bennett est désigné responsable du financement de l'entreprise et s'engage à rembourser au gouvernement tous les coûts encourus. Quant à De Long, celui-ci est mis en disponibilité de la marine, ce qui lui permet de superviser en Angleterre le réarmement et le réaménagement de la Pandora.
Dès son achat, la Pandora subit une profonde révision à Deptford dans l'estuaire de la Tamise. En juin 1878, elle rejoint Le Havre où, le 4 juillet, elle est rebaptisée Jeannette en l'honneur de la sœur de Bennett qui dirige la cérémonie. Le 15 juillet, le navire quitte le Havre pour gagner San Francisco, point de départ de l'expédition ; il arrive à bon port le 27 décembre 1878. Le navire est alors conduit au centre de construction et de réparation navale de la marine de Mare Island Naval Shipyard, dans la baie de San Francisco, pour y être renforcé en vue de son voyage arctique.
De Long passe l'année 1879 à Washington dans le but d'y recruter les membres de son équipage. Il s'y équipe également : ainsi, parmi le matériel emporté, De Long s'équipe d'une lampe à arc expérimentale construite par Thomas Edison pouvant fournir une lumière équivalente à trois mille bougies. Enfin, il rencontre le secrétaire à la Marine Richard W. Thompson afin d'obtenir un soutien logistique. Il demande ainsi de bénéficier de l'accompagnement d'un navire d'approvisionnement en charbon et provisions supplémentaires jusqu'en Alaska mais cela lui est refusé,. Bennett y supplée en affrétant une goélette, la Frances Hyde.
Finalement, le 28 juin 1879, dix jours avant son départ prévu, la Jeannette subit des essais en mer avec succès.

### Équipage

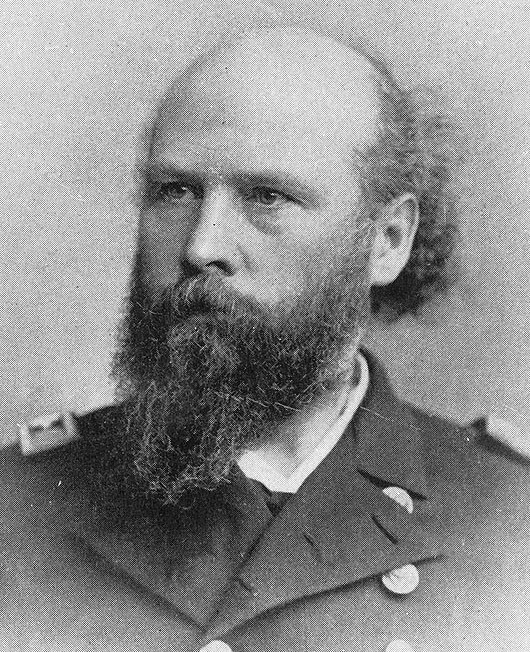
George W. Melville, ingénieur en chef de la Jeannette.

De Long engage un équipage de vingt-neuf hommes. L'état-major, outre le capitaine De Long, est composé, comme second, du lieutenant Charles W. Chipp qui a servi avec lui sur la Little Juniata ; comme officier de navigation de John Wilson Danenhower, jeune officier de marine recommandé par Bennett et par l'ancien président américain Ulysses S. Grant mais dont la nomination soulève quelques réticences en raison d'une dépression qui lui a valu d'être brièvement interné au St. Elizabeths Hospital mais qui convainc De Long de ses qualités en voyageant avec lui du Havre à San Francisco, lui démontrant que l'histoire était du passé ; d'un ancien de la mission de sauvetage de la Polaris, George W. Melville, comme ingénieur en chef, de James Ambler, chirurgien, de Jerome J. Collins, météorologiste, de William Dunbar, pilote ayant navigué en Arctique sur des baleinierset de Raymond Lee Newcomb, naturaliste. Par ailleurs, se trouve dans l'équipage, William Nindemann, un marin expérimenté des glaces, survivant de la Polaris.
| Nom                       | Rang ou fonction                                   |
| ------------------------- | -------------------------------------------------- |
| George Washington De Long | Lieutenant de l'U.S. Navy : capitaine              |
| Charles W. Chipp          | Lieutenant de l'U.S. Navy : second                 |
| John W. Danenhower        | Maître, U.S. Navy : officier de navigation         |
| George W. Melville        | Assistant ingénieur, U.S. Navy : ingénieur en chef |
| James M. Ambler           | Assistant médecin, U.S. Navy : chirurgien          |
| William M. Dunbar         | Pilote des glaces (engagé comme marin)             |
| Jerome J. Collins         | Météorologiste (engagé comme marin)                |
| Raymond L. Newcomb        | Naturaliste (engagé comme marin)                   |
| John Cole                 | Maître d'équipage                                  |
| Walter Lee                | Machiniste                                         |
| James H. Bartlett         | Pompier de première classe                         |
| George W. Boyd            | Pompier de deuxième classe                         |
| Alfred Sweetman           | Charpentier                                        |
| William F. C. Nindemann   | Marin                                              |
| Louis P. Noros            | Marin                                              |
| Herbert W. Leach          | Marin                                              |
| Henry Wilson              | Marin                                              |
| Carl A. Görtz             | Marin                                              |
| Peter E. Johnson          | Marin                                              |
| Edward Starr              | Marin                                              |
| Henry D. Warren           | Marin                                              |
| Heinrich H. Kaak          | Marin                                              |
| Albert G. Kuehne          | Marin                                              |
| Frank E. Mansen           | Marin                                              |
| Hans H. Erikson           | Marin                                              |
| Adolph Dressler           | Marin                                              |
| Nelsk Iverson             | Marin                                              |
| Walter Sharvell           | Marin                                              |
| George Lauterbach         | Marin                                              |
| Ah Sam                    | Cuisinier                                          |
| Charles Tang Sing         | Steward                                            |
| Alexey                    | Chasseur (embarqué en Alaska)                      |
| Aneguin                   | Chasseur (embarqué en Alaska)                      |

### Déroulement de l'expédition

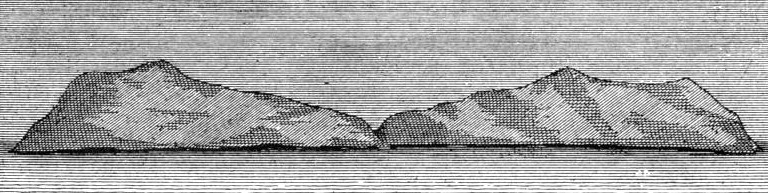
Esquisse de l'île Herald faite en 1881 lors du voyage de l'USRC Thomas Corwin.

La Jeannette quitte la Californie le 8 juillet 1879 avec 32 hommes. Après trois semaines de voyage, le 1er août, elle pénètre en mer de Béring et mouille dans la baie Kolioutchine. Là, l'équipage peut apprendre la réussite de l'expédition Nordenskjöld dans la conquête du passage du Nord-Est. Après avoir embarqué des chiens esquimaux à St. Michael en Alaska, le navire franchit le détroit de Béring le 29 août. L'île Herald est atteinte le 4 septembre. De Long prend la décision de rejoindre la Terre de Wrangel, à l'est, en suivant la route prévue par Gustave Lambert en 1870 mais la glace enserre le navire, ce qui impose l'hivernage pour le bateau et son équipage. La Jeannette dérive vers l'ouest et la Terre de Wrangel est aperçue à la fin du mois ; De Long pense avec raison qu'il s'agit d'une île.
Bien qu'il ait été totalement réaménagé, il s'avère que le navire n'est pas de taille à affronter les glaces et le froid polaire. Ainsi, en octobre, une maison de glace ainsi qu'un observatoire doivent être construits, le navire étant inhabitable à cause de l'humidité qui y règne. Bien plus grave, très endommagée par la pression des glaces, la coque présente deux voies d'eau le 29 janvier 1881. Melville tente de maîtriser le problème en utilisant des pompes mais la situation se dégrade progressivement si bien que de nouvelles brèches apparaissent le 24 mai. L'équipage est lui-même affecté par ces circonstances défavorables : un homme est atteint de cécité et un autre perd la raison.

Carte montrant la dérive de la Jeannette et les routes suivies par les trois embarcations après le naufrage.

La dérive vers le sud-ouest est de plus en plus importante : le 16 et le 24 mai, l'équipage découvre deux îles baptisées respectivement île Jeannette et île Henriette. Un groupe de matelots débarque sur cette dernière et y dresse un cairn au sein duquel est déposé le journal de bord. À partir du 9 juin, la situation devient réellement catastrophique : toujours pris dans les glaces, le navire est broyé ; il coule quatre jours plus tard, le 13 juin 1881, par 77° 17′ N, 153° 42′ E. Les trente-trois hommes se retrouvent sur la banquise avec pour seul matériel une baleinière, deux youyous, six tentes, neuf traîneaux, quelques armes, des instruments de navigation et quatre tonneaux de vivres.
Dès le 18 juin, les explorateurs commencent une longue retraite vers le sud. Les conditions sont extrêmes : neige molle, amas chaotiques de blocs de glace, crevasses et multiples polynies. Rapidement, De Long remarque que, malgré leurs efforts, ils ne progressent pas. De fait, la dérive des glaces vers le nord s’avère plus rapide que leur déplacement vers le sud. De Long choisit alors de taire ses observations à ses camarades. Pourtant, après plus d'un mois d'efforts, le 28 juillet, ils atteignent l'île Bennett où les hommes trouvent du gibier, des œufs d'oiseaux, du bois flotté et de la houille bitumeuse. À partir de là, la mer étant devenue plus libre de glace, ils décident de tenter d'atteindre les îles de Nouvelle-Sibérie, et en effet, le 30 août, ils accostent au sud de la péninsule Faddeïevski. Les conditions de survie s'y avèrent excellentes. Néanmoins, De Long est pressé de rejoindre le continent et prend la décision de repartir. Cette erreur lui sera fatale ainsi qu'à une grande part de son équipage.
Les trois canots atteignent le 5 septembre la pointe sud de l'île Kotelny nommée Barencap et passent au nord des îles Stolbovoi, Semenov et Wassilievsky. Le 12 septembre, ils se dirigent vers le delta de la Léna, un fleuve de Sibérie en Russie. Mais un nouvel événement à portée catastrophique s'abat sur les hommes : une tempête sépare les trois canots dans le véritable labyrinthe que s'avère être ce delta, dont ils ne maîtrisent pas la géographie et alors qu'ils n'ont plus de vivres.
| Nom               |
| ----------------- |
| George W. De Long |
| James M. Ambler   |
| William Nindemann |
| Louis P. Noros    |
| Hans H. Erikson   |
| Heinrich H. Kaak  |
| Carl A. Görtz     |
| Jerome J. Collins |
| Ah Sam            |
| Alexey            |
| Walter Lee        |
| Adolph Dressler   |
| Nelsk Iverson     |
| George W. Boyd    |

| Nom               |
| ----------------- |
| Charles W. Chipp  |
| William M. Dunbar |
| Alfred Sweetman   |
| Edward Starr      |
| Walter Sharvell   |
| Peter E. Johnson  |
| Henry D. Warren   |
| Albert G. Kuehne  |

| Nom                |
| ------------------ |
| George W. Melville |
| John W. Danenhower |
| Raymond L. Newcomb |
| Herbert W. Leach   |
| James H. Bartlett  |
| John Cole          |
| Charles Tang Sing  |
| Henry Wilson       |
| Frank Mansen       |
| George Lauterbach  |
| Aneguin            |

Deux des trois canots connaissent un destin funeste : celui commandé par le lieutenant Chipp avec huit hommes à bord est sans doute englouti par la mer et ne sera jamais retrouvé ; le deuxième dirigé par le second George W. Melville, atteint la terre ferme et, grâce à l'appui d'Indigènes et d'exilés russes que son équipage rencontre, parvient à Iakoutsk sain et sauf. Le canot de De Long, lui, accoste sur un bras occidental de la Léna. Douze des quatorze hommes, dont le capitaine, y meurent de froid et de faim. Le journal de De Long qui sera retrouvé plus tard est éloquent sur les souffrances qu'ils endurent :
- 21 septembre : Alexey tue un renne, puis un autre le 27 ;
- 3 octobre : dernier chien abattu ;
- 7 octobre : mort d'Eriksen ;
- 9 octobre : deux hommes parmi les plus valides et les plus solides, Nindemann et Noros, sont envoyés chercher des secours vers le sud ;
- 14 octobre : Alexey tue un ptarmigan ;
- 17 octobre : Alexey meurt de faim ;
- 21 octobre : Kaack et Lee meurent de faim ;
- 28 octobre : Iverson meurt de faim ;
- 29 octobre : Dressler meurt de faim ;
- 30 octobre : Boyd, Gortz et Collins meurent de faim.

De Long, d'Ambler et le cuisinier chinois meurent vraisemblablement aussi de faim le 31 octobre, le journal de De Long s'arrêtant à cette date. Leurs corps seront retrouvés au lieu-dit Matvaï.

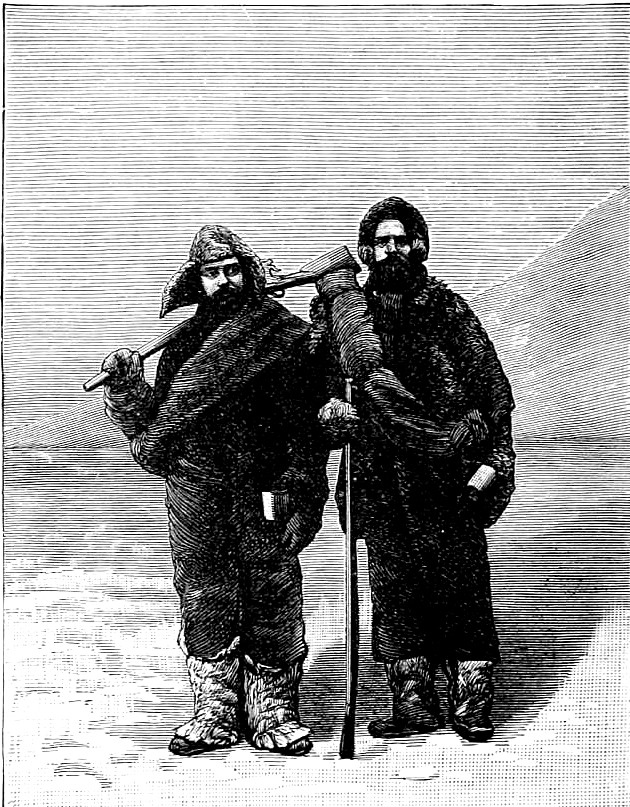
Noros et Nindemann.

Quant aux deux hommes que De Long avait envoyés en avant pour chercher du secours, Ninderman et Noros, ils survivent en réussissant à atteindre le 22 octobre un village, Kou-Mark-Sourka (Kumakh-Surt), dont les habitants Toungouses les prennent en charge,. Un dernier déplacement les fait rejoindre la ville de Bulun. Ce n'est que plusieurs mois plus tard, et après maintes difficultés pour se faire comprendre, que Ninderman et Noros y sont rejoints par Melville et son équipage. En effet, ces derniers sont parvenus à atteindre la baie de Buor-Khaya puis Arrhu et enfin Zemovialach — de petits établissements de pêche — d'où, grâce à l'aide d'un exilé russe, ils rallient Bulun en traîneaux.
Melville envoie alors Danenhower et cinq hommes à Iakoutsk et part de son côté à la recherche de De Long. Il ne trouve qu'une cache laissée par celui-ci et rebrousse chemin vers Iakoutsk pour hiverner. De là, il renvoie l'ensemble de ses hommes en Amérique. Dès lors, sur ordre du gouvernement, il ne reste sur place que Nindermann, Noros et lui-même. Ils ont pour mission de retrouver De Long ainsi que le troisième groupe, celui de Chipp.
Ce n'est que le 16 mars 1882, les trois hommes explorant le lieu-dit Matvaï, qu'ils découvrent sous la neige les cadavres de De Long, d'Ambler et du cuisinier chinois ainsi que le journal du commandant, tenu jusqu'au bout. Les trois hommes, derniers survivants de leur groupe, sont séparés des autres : ils ont vraisemblablement tenté de mettre en place un autre camp sur un terrain plus élevé. Par ailleurs, il est aujourd'hui prouvé que les hommes de De Long en furent réduits à l'anthropophagie. Enfin le carnet de bord témoigne du découragement poignant de De Long : « Expédition manquée. Ce sera une rude épreuve pour moi d'attacher à mon nom la renommée d'un homme qui, après avoir entrepris une expédition polaire, a laissé couler son navire sous le 77e parallèle ». Melville et ses compagnons les inhument sur place le 7 avril. En revanche ils ne parviennent à retrouver aucune trace De Chipp et de ses compagnons. Ils en concluent qu'ils ont sombré durant la tempête du 12 septembre.
Melville, Nindermann et Noros passent en cour martiale à leur retour aux États-Unis. Ils sont finalement acquittés et félicités par le jury.
De son côté, le secrétaire à la Marine Richard Thompson ordonne en février 1882 aux lieutenants de marine Giles Harber et William Schuetze d'atteindre le delta de la Léna pour y chercher les traces des explorateurs disparus, et en particulier l'embarcation de Chipp. Ils échouent mais en novembre, ils reçoivent l'ordre de Thompson de superviser le retour des corps de De Long et de ses camarades aux États-Unis, ce qui est fait en 1883. Seul celui d'Alexey s'avère introuvable. La météorologie et la bureaucratie les retardent pendant un an mais enfin, en novembre 1883, les corps sont transportés en train de Iakoutsk à Moscou puis de Moscou à Berlin et de Berlin à Hambourg. De Hambourg, ils sont embarqués sur le navire américain Frisia, qui atteint New York en février 1884.
Le cortège funèbre est escorté par des détachements navals et militaires à l'église épiscopalienne de la Sainte-Trinité (en) sur l'avenue Madison pour un service commémoratif. Les corps de De Long et de six autres de ses compagnons sont emmenés au cimetière de Woodlawn dans le Bronx pour y être inhumés. Ceux d'Ambler, Collins et Boyd sont réclamés par leur famille et enterrés ailleurs.

## Missions de recherche de laJeannette
En 1881, Calvin Hooper, commandant du navire Thomas Corwin appartenant à l'organisme américain des douanes maritimes, l'United States Revenue Cutter Service, reçoit l'ordre de retrouver l'expédition Jeannette. Il longe les côtes de l'Alaska, navigue dans le détroit de Béring puis en mer des Tchouktches. Le 30 juillet, il débarque sur l'île Herald et l'explore entièrement. Le 12 août, il aborde dans le sud-est de l'île Wrangel mais ne retrouve aucune trace de la Jeannette.
Deux semaines plus tard, le 26 août 1881, Robert Berry, commandant du Rodgers, débarque à son tour sur l'île Wrangel. À cette occasion, il relève toute la côte, en examine la faune et la flore et y effectue des observations de magnétisme, d'hydrologie et de météorologie. Malheureusement, un incendie détruit le navire en novembre en baie de Saint-Laurent.

## Enseignements de la dérive de laJeannette
En 1884, les débris de l'épave de la Jeannette sont retrouvés au sud-ouest du Groenland, loin de l'endroit où il avait été enserré dans l'étau des glaces. Le scientifique et explorateur polaire norvégien Fridtjof Nansen étudie cette immense dérive afin d'en déduire les courants traversant l'océan Arctique. Il décide de se rendre sur place et imagine ainsi la construction du Fram, un petit trois-mâts sans quille et à fond presque plat qui serait soulevé par la pression des glaces au lieu d'être broyé comme la Jeannette. À la fin du mois de juin 1893, l'expédition Fram prend le large : Nansen quitte le port de Bergen à bord de son navire avec un équipage réduit et des chiens de traîneaux. Il espère étudier les courants de l'océan Arctique à partir du nord de la toundra jusqu'aux côtes de la Norvège, et peut-être même passer par le pôle.
Dans les zigzags de sa dérive, l'expédition de la Jeannette a découvert une île qui porte désormais son nom l'île Jeannette.

## L'enquête
Sur les trente-trois hommes que comprenait l'expédition, seuls treize ont survécu. Le premier groupe de survivants arrive à New York en mai 1882, mais les célébrations sont reportées jusqu'à l'arrivée de Melville, Nindemann et Noros, le 13 septembre. Ils sont accueillis comme des héros et ont même l'honneur d'un banquet au restaurant Delmonico's (en).
Bennett envoie plusieurs journalistes en Russie. L'un des journalistes, John P. Jackson, trouve la tombe de De Long et l'ouvre pour y rechercher des papiers ou d'autres documents. L'épouse de George De Long, Emma De Long, estime que cet acte constitue une véritable profanation et la décrit comme la « potion la plus amère qu'[elle ait] dû avaler dans toute [s]a vie ». Jackson relate également de la bouche de Danenhower les discordes qui auraient régné à bord et les mauvais traitements qu'auraient subi certains officiers et en particulier lui-même.
Une enquête officielle de la marine se réunit au début d'octobre sur la perte de la Jeannette. Les survivants sont les principaux témoins auditionnés. En février 1883, le conseil annonce ses constatations : la Jeannette était correctement équipée pour sa mission en Arctique ; par ailleurs, aucune des difficultés rencontrées ne doivent être imputées à De Long, telles le départ trop tardif dans la saison, le détournement de la mission pour prendre des nouvelles de la Vega et la perte du navire. Enfin, la phase de retour est jugée avoir été conduite de manière exemplaire.
Cette décision ne fait pourtant pas l'unanimité. Les parents de Collins mettent ainsi en doute l'existence de discorde entre leur fils et De Long participant de l'échec de l'expédition ; ils jugent ainsi que cette explication ne vise qu'à blanchir les coupables. Néanmoins, un sous-comité de la chambre des représentants des États-Unis examine en avril 1884 les éléments et confirme les conclusions de l'enquête antérieure.

## Postérité
Des principaux survivants du drame de la Jeannette, seul Melville retourne en mission dans l'Arctique. Il y aide à sauver les survivants de l'expédition de la baie Lady Franklin d'Adolphus Greely (1881-1884). Melville atteint plus tard le rang de Rear admiral (contre-amiral) et meurt en 1912.
Danenhower continue dans la marine, mais retombe dans la dépression en 1887.
De son côté, James Bartlett, qui a souffert de graves problèmes mentaux après son retour, menace de tuer sa femme et sa nièce et passe à l'exécution le lendemain, en 1892. Sa femme survit de sa blessure par balle à l'épaule, mais sa nièce est tuée. Bartlett finalement se suicide.
Nindemann travaille comme ingénieur naval jusqu'à sa mort en 1913.
Le dernier survivant de l'expédition est Herbert Leach, devenu ouvrier d'usine ; il meurt en 1933. Emma De Long décède, quant-à-elle, à l'âge de 91 ans, en 1940.
En février 2015, l'aventurier russe Andrey Khoroshev se lance à la recherche de l'épave de la Jeannette. Il déclare ainsi au Siberian Times (en) que le navire se trouvait dans un endroit connu, dans des eaux relativement peu profondes, et que la tâche promettait d'être relativement facile. D'après lui, cette recherche pourrait permettre un rapprochement entre la Russie et les États-Unis.

## Hommages

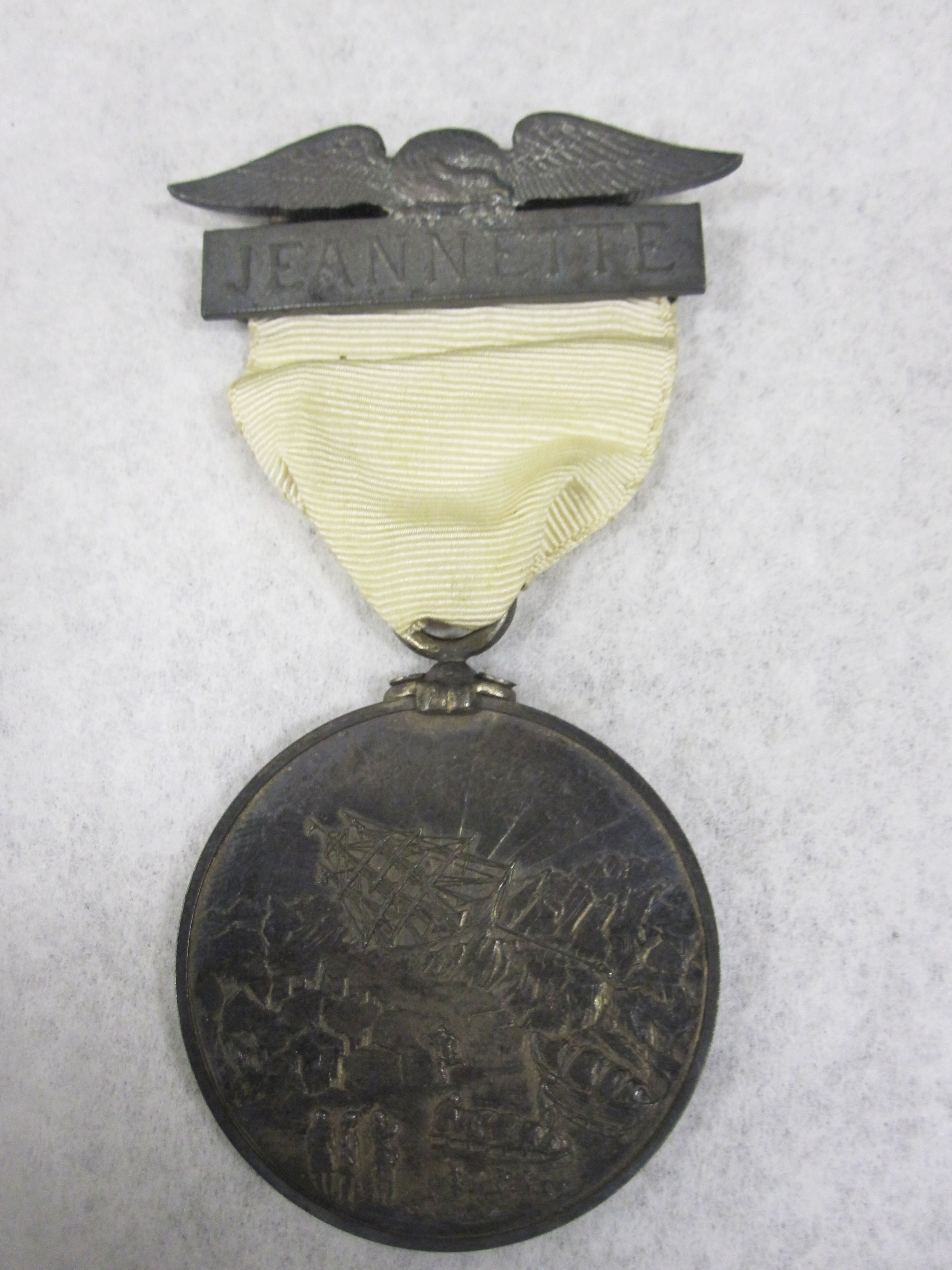
Médaille Jeannette.

En octobre 1890, un grand monument aux morts en hommage à l'expédition est inauguré à l'Académie navale d'Annapolis. Sa conception est basée sur le cairn et la croix originellement élevés sur le site de la sépulture dans le delta de la Léna.
Une chaîne de montagnes (en) dans le nord de l'Alaska et trois navires de guerre ont été nommés en l'honneur de De Long. Les trois îles arctiques découvertes pendant l'expédition, plus deux autres découvertes quelques années plus tard, forment un archipel qui a été nommé îles De Long. Malgré la prise de possession par Melville, ces îles appartiennent au territoire russe.
Le 30 septembre 1890, le Congrès des États-Unis autorise la remise des médailles appropriées (huit médailles d'or du Congrès et vingt-cinq médailles d'argent) en commémoration des périls rencontrés par les trente-trois officiers et hommes de l'expédition.

### En littérature

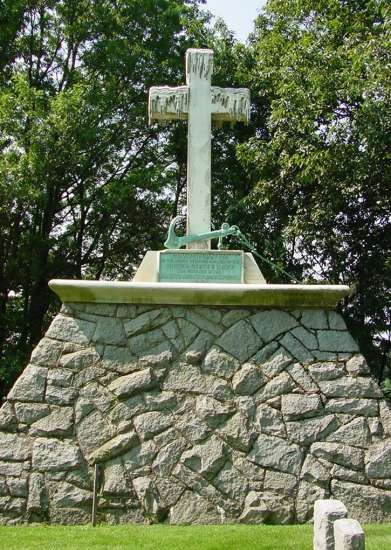
Monument en hommage à l'expédition à l'Académie navale d'Annapolis.

Jules Verne évoque longuement l'expédition de La Jeannette dans deux romans : Sans dessus dessous (chap. VII) et Robur-le-Conquérant (chap. XIV).
Dans Sans dessus dessous, il écrit :

« En 1879, notre grand citoyen Gordon Bennett... »

Ici trois hurrahs, poussés à pleine poitrine, acclamèrent le nom du grand citoyen, le directeur du New-York-Herald.

«... arme la Jeannette qu'il confie au commandant De Long, appartenant à une famille d'origine française. La Jeannette part de San Francisco avec trente-trois hommes, franchit le détroit de Behring, est prise dans les glaces à la hauteur de l'île Herald, sombre à la hauteur de l'île Bennett, à peu près sur le soixante-dix-septième parallèle. Ses hommes n'ont plus qu'une ressource : c'est de se diriger vers le sud avec les canots qu'ils ont sauvés ou à la surface des icefields. La misère les décime. De Long meurt en octobre. Nombre de ses compagnons sont frappés comme lui, et douze seulement reviennent de cette expédition »

.

Dans Robur-le-Conquérant, les personnages, à bord de l'Albatros, machine volante inventée par Robur, aperçoivent une embarcation : 

« Sa voile battait sur le mât. Faute de vent, elle ne pouvait plus se diriger. À bord, sans doute, personne n'avait la force de manier un aviron.

Au fond étaient cinq hommes, endormis ou immobilisés par la fatigue, à moins qu'ils ne fussent morts. [...] À l'arrière de cette embarcation, on put lire alors le nom du navire auquel elle appartenait, c'était la Jeannette, de Nantes, un navire français que son équipage avait dû abandonner... »

L'hommage de Jules Verne au naufrage de la Jeannette arrivé dans les années de rédaction du roman (publié en 1886) est donc patent.

### Bibliographie

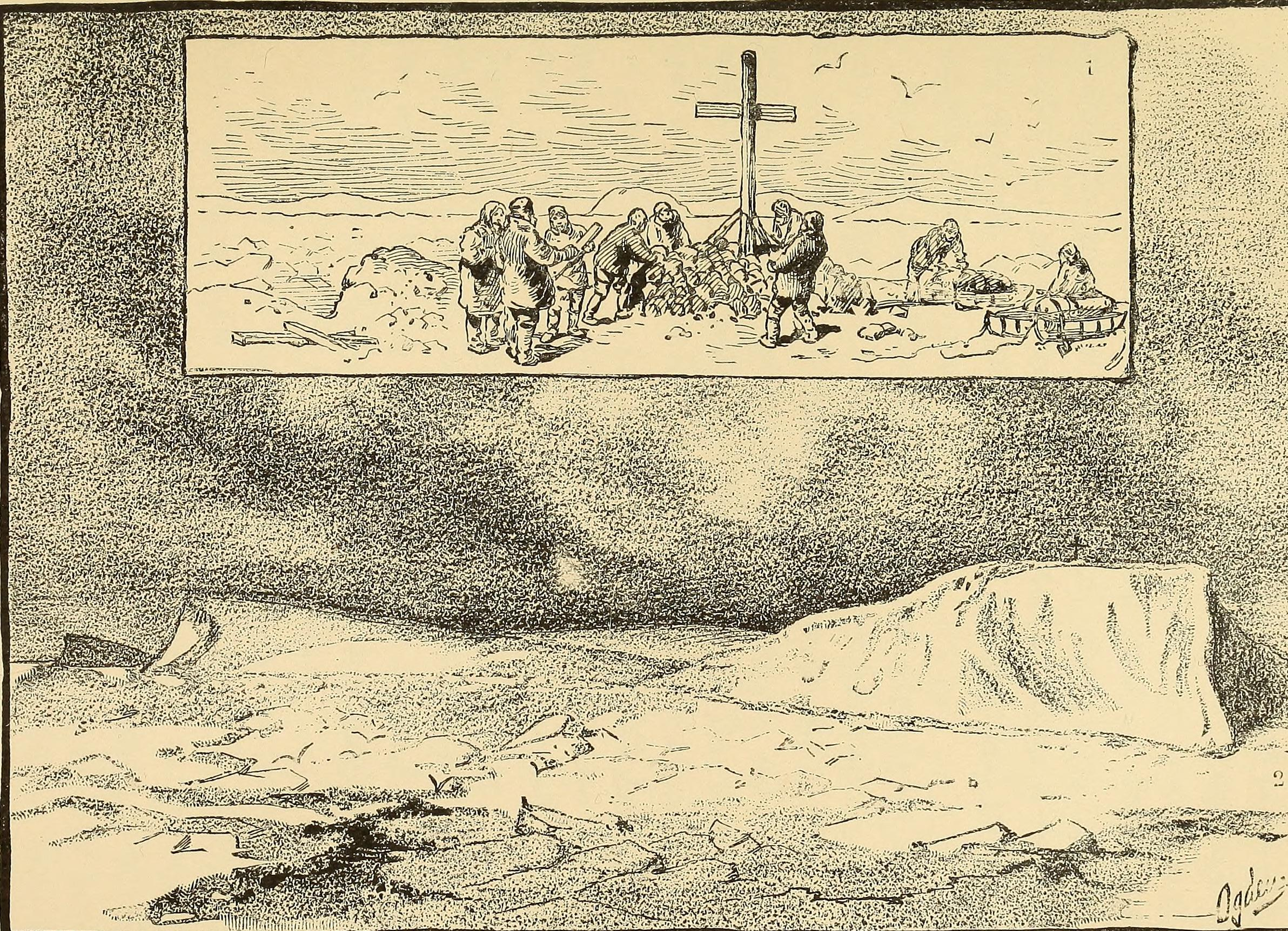
In the Lena Delta; a narrative of the search for Lieut.-Commander De Long and his companions (1884) par William F. C. Nindemann